# 阿尔瓦罗·穆蒂斯
阿尔瓦罗·穆蒂斯·哈拉米约（西班牙語：Álvaro Mutis Jaramillo，1923年8月25日—2013年9月22日），哥伦比亚诗人、小说家、散文家。著有小说集《瞭望员马克洛尔的道路和遭遇》等。穆蒂斯的作品風格及寫作技巧，沒有受到魔幻寫實主義這股風潮的影響。對於魔幻寫實主義，他反而如此評價：「我懷疑它是否真的存在過，這是典型的由歐洲生造出來解釋拉美現象的套路。」穆蒂斯的文學成就備受國內外肯定，獲獎紀錄輝煌。1974年獲哥倫比亞國家文學獎，1983年獲哥倫比亞國家詩歌獎，1988年獲墨西哥薩維爾·比亞烏魯蒂亞獎，1989年獲法國麥迪西文學獎，1997年獲西班牙阿斯圖里亞斯王子文學獎，1997年獲西班牙索菲亞王后伊比利美洲詩歌獎，1997年獲義大利格林尚內卡渥文學獎。2001年获塞万提斯奖，2002年获纽斯塔特国际文学奖。

## 作品

### 作品集列表[2]
- 《Empresas'y Tribulaciones de Maqroll el Gaviero》小說集：由七個故事組成。英譯本，命名為「The Adventures and Misadventures of Maqroll」，New York Review of Books出版。
- 《Maqroll’s Prayer and Other Poems: Selected Poems》詩選集：由New York Review of Books出版。
- 《La Muerte del Estratega》：一部被歸類為懸疑驚悚的小說，英譯本名為「The Death of Strategist」，由「Fondo De Cultura Economica USA」出版。
- 《Summa De Maqroll El Gaviero》：馬奎洛故事大全，由「Fondo De Cultura Economica USA」出版。

### 中文翻譯概況
作品在台灣翻譯極少，較常見的作品有《抵達不了的港灣》(La ultima escala del Tramp Steamer) 這部小說。穆蒂斯的詩集，以及那些以馬奎洛(Maqroll el Gaviero)為主角的系列小說，2017/7/28為止，還沒有繁體中文版問世。簡體中文譯本，則有李德明翻譯的《阿勞卡依瑪山庄∶步入聖地的大家穆蒂斯小說選》，雲南人民出版社出版。收入七篇小說：《翠鳥號上的愛情》、《阿勞卡依瑪山庄》、《將軍峰》、《雞叫之前》、《最后的面容》、《軍師之死》和《獄中日記》。

## 評價[4]

### 整體的表現
- 雖然這些有趣而精緻的中篇小說都能獨立成篇，但累積起來的效果卻如史詩式的長篇小說。⋯⋯我非常推崇他的作品，唯一能做就是鼓勵其他人閱讀。──奥斯卡·伊胡埃洛斯（普立茲獎得主，著有《曼波之王演奏情歌》）
- 穆迪斯是我們這個時代最偉大的作家之一。──賈西亞·馬奎斯
- 在西語世界與歐洲，穆迪斯是最受歡迎、最令人尊敬與最著名的拉美作家之一。──大卫·克拉克，《今日世界文學》
- 穆迪斯是天生的說故事高手，會讓人聯想到马查多·德·阿西斯、阿莱霍·卡彭铁尔、賈西亞·馬奎斯，或者是寫出《騙子威力》（註：也有翻譯為「騙子菲利克斯·克魯爾的自白」）的湯瑪斯·曼。讓我們期待我們能儘快讀到更多他傑出的作品。──洛杉矶时报书评
- 墨西哥詩人雨果·古鐵雷斯維加認為穆蒂斯的作品描述了“一個古老的失落的世界”。
- 哥倫比亞總統胡安·曼努埃尔·桑托斯說：「數以百萬計友人及愛慕者哀悼穆蒂斯辭世，他是最具影響力的西班牙語作家之一。」
- 哥倫比亞作家古斯塔沃·阿爾瓦雷斯稱穆蒂斯是「一個了不起的敘述者，卓越的詩人及傑出的朋友」。

### 《抵達不了的港灣》
- 這細緻的中篇小說融合了賈西亞·馬奎斯如夢的意像和康拉德的黑暗伏流。──圣地亚哥联合三合会
- 讓人聯想到康拉德。而馬奎洛不僅僅具有拜倫式英雄的形象，也可以視為伊莎貝爾·阿葉德小說人物中伊娃·露娜的男性翻版。他們都是引人入勝的說故事高手。──波士顿环球报

## 與賈西亞·馬奎斯的交情
穆蒂斯不僅與賈西亞·馬奎斯同為哥倫比亞作家，而且與之交情匪淺。馬奎斯的歷史小說迷宮中的將軍是受穆蒂斯的激勵而著手創作的。此外，穆蒂斯也是百年孤寂的第一讀者，在馬奎斯寫作百年孤寂這段期間，幾乎每晚會到對方家裡，聽作者唸出已經寫出的部分，然後再轉述給其他人，並在講述的時候任意增添刪改內容。不過，馬奎斯不以為意，反而有時會按穆蒂斯增添刪改的內容修改原稿，事後他聲稱：「從那時起，阿爾瓦羅就是我的作品原稿的第一位讀者，他的批評尖銳無情，卻又言之有理，使我的至少三個短篇被槍斃在垃圾筐中。我說不出在我所有的作品中有多少成分是他的貢獻，但可以說相當可觀。」。
穆蒂斯除了影響馬奎斯幾部重要作品的寫作，也時常與對方切磋。在馬奎斯成名以後，他沒有像马里奥·巴尔加斯·略萨等人，因政治理念及其他原因與賈西亞·馬奎斯疏遠或是絕交。馬奎斯曾說：「人們常常問我，在這樣一個物欲橫流的時代，為什麼我們的友誼愈加牢固呢？回答很簡單，阿爾瓦羅與我很少見面，而我們每次見面僅僅是敘友情。」他也提到，穆蒂斯曾送胡安·魯爾弗的作品《佩德羅·帕拉莫》，教會自己另一種寫作方式。。

## 相關詞條
- 相關的事：拉丁美洲文學爆炸、魔幻寫實主義
- 相關的人：賈西亞·馬奎斯